# Objecte de l'espai profund

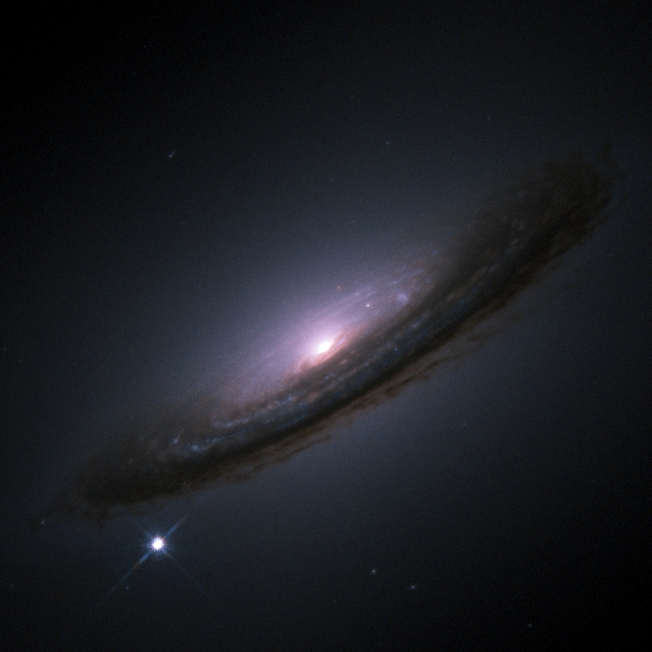
Un objecte de l'espai profund: la galàxia NGC 4526 i supernova SN1994D (constel·lació de la Verge)

Un objecte de l'espai profund (o del cel profund) és qualsevol objecte astronòmic situat a grans distàncies com galàxies, cúmuls estel·lars o nebuloses. És un terme que sol utilitzar-se en astronomia amateur per a referir-se als objectes celestes que no són del sistema solar (com els planetes, estels i asteroides), ni cap estrella individual o sistemes d'estrelles múltiples. Normalment, aquests objectes no són visibles a simple vista, però els més brillants es poden veure amb un petit telescopi o, fins i tot, amb uns binoculars potents.
Tipus d'objectes de l'espai profund:
- Cúmuls d'estrelles
  - Cúmuls oberts
  - Cúmuls globulars

- Nebuloses
  - Nebuloses brillants
    - Nebuloses d'emissió
    - Nebuloses de reflexió

  - Nebuloses fosques
  - Nebuloses planetàries
- Galàxies
- Quàsars

Es troben classificats en diferents catàlegs, el primer fou el Catàleg Messier de 110 objectes, creat per Charles Messier i publicada el 1774, d'altres exemples són el Nou Catàleg General (NGC), publicat per John Herschel el 1864, molt més complet, que conté prop de 8.000 objectes o el Catàleg General Uppsala (UGC), publicat l'any 1973 i que inclou 12.921 galàxies.
Aquests catàlegs, alguns de molt especialitzats, permeten als astrònoms aficionats demostrar les seves dots d'observació i provar els seus equips. Les anomenades maratons Messier són competicions se celebren durant uns determinats dies de l'any i durant les quals els observadors tracten de veure els 110 objectes del catàleg en una sola nit.